# Port lotniczy Nowosybirsk-Tołmaczowo
Port lotniczy Nowosybirsk-Tołmaczowo (ros.: Аэропорт Толмачёво, kod IATA: OVB, kod ICAO: UNNT) – międzynarodowy port lotniczy położony 16 km na zachód od Nowosybirska. Jest głównym portem lotniczym na Syberii, a szóstym pod względem wielkości w Rosji, po trzech lotniskach moskiewskich (Domodiedowie, Szeremietiewie i Wnukowie), petersburskim Pułkowie i jekaterynburskim Kolcowie. Jest hubem dla linii lotniczych S7 Airlines i Globus.

## Historia
Pierwsze lotnisko na tym terenie powstało 25 kwietnia 1941 r., zbudowane przy wykorzystaniu pracy osób przetrzymywanych w sowieckich obozach, służyło do celów wojskowych do połowy lat pięćdziesiątych. Lotnisko cywilne działalność rozpoczęło 12 lipca 1957 roku pierwszym lotem pasażerskiego Tu-104 z Nowosybirska do Moskwy. Na pokładzie znajdowało się 50 pasażerów. W latach 1957–1965 kompleks lotniska składał się z: biurowca, centrum kontroli lotów, hotelu, terminalu pasażerskiego oraz centrum techniczno-naprawczego. 21 listopada 1963 r. oddano do użytku nowy terminal, mogący obsłużyć około tysiąca pasażerów na godzinę. W 1972 r. z usług lotniska skorzystało po raz pierwszy ponad milion pasażerów. Do 1992 r. Tołmaczowo było własnością Ministerstwa Lotnictwa Cywilnego ZSRR. Lotnisko następnie stało się spółką akcyjną w 1995, z 51% własnością państwa. Otrzymało też status lotniska międzynarodowego. W 1996 r. uruchomiono nowy terminal międzynarodowy. W 2007 Port Lotniczy Tołmaczowo otrzymał nagrodę lidera rosyjskiej branży transportowej. Obecnie istnieją dwa (3600 m i 3605 m) pasy startowe, wraz z 2 terminalami pasażerskimi, 1 terminalem cargo i płytą postojową na 61 samolotów. Terminala krajowego został całkowicie odremontowany w 2006 roku. Lotnisko Tołmaczowo jest pierwszym rosyjskim lotniskiem, które otrzymało certyfikat ISO 9002-96. W 2003 r. to właśnie na lotnisku Nowosybirsk-Tołmaczowo został aresztowany znany rosyjski biznesmen Michaił Chodorkowski. Obecnie lotnisko jest w stanie obsłużyć 1800 pasażerów na godzinę na trasach krajowych i 750 pasażerów na godzinę na trasach międzynarodowych. Władze lotniska przewidują, że w roku 2012 przez Tołmaczowo przewinie się 3,155,000 pasażerów, co będzie oznaczać wzrost w stosunku do 2011 roku o 11%.

## Statystyki
| Rok  | Liczba pasażerów | Rok  | Liczba pasażerów |
| ---- | ---------------- | ---- | ---------------- |
| 2006 | 1,656,901        | 2009 | 1,804,297        |
| 2007 | 1,873,500        | 2010 | 2,261,630        |
| 2008 | 2,109,424        | 2011 | 2,765,884        |

## Linie lotnicze i połączenia

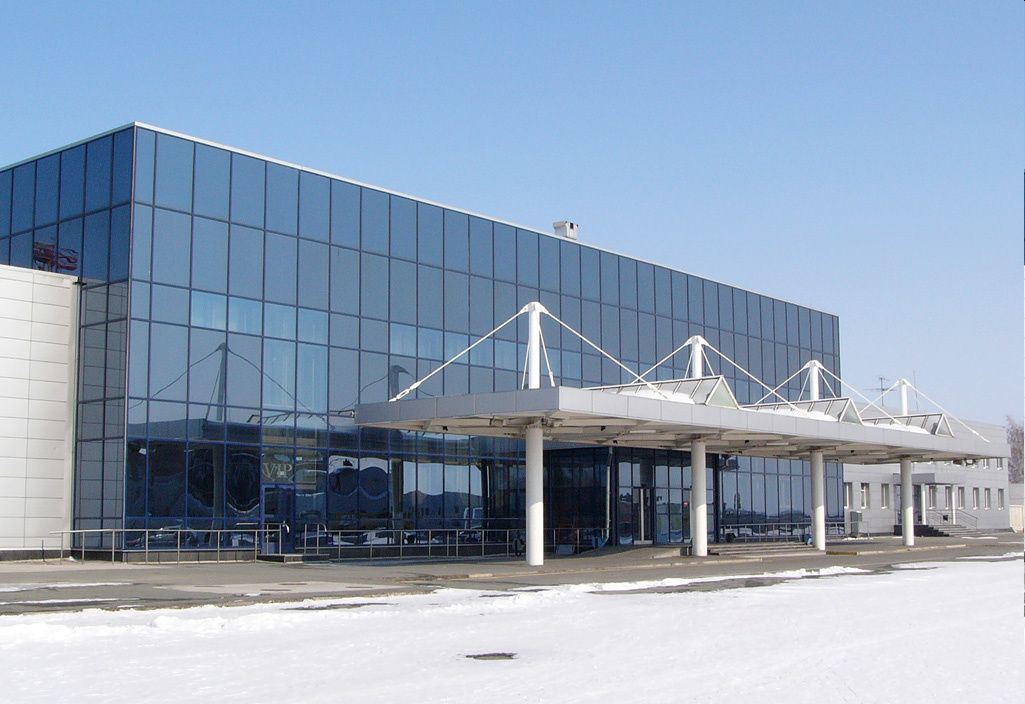
Terminal międzynarodowy

| Linia lotnicza                | Kierunek |
| ----------------------------- | --- |
| Aerofłot                      | 1. Bangkok-Suvarnabhumi 2. Moskwa-Szeremietiewo 3. Phuket |
| Aero Mongolia                 | 1. Ułan Bator |
| Aero Nomad Airlines           | 1. Osz |
| Ałrosa                        | 1. Leńsk 2. Mirny 3. Moskwa-Wnukowo 4. Polarny |
| Aurora                        | 1. Chabarowsk |
| Avia Traffic Company          | 1. Biszkek 2. Osz |
| Azerbaijan Airlines           | 1. Baku |
| Azur Air                      | Sezonowe czartery: 1. Antalya 2. Kair 3. Kolombo 4. Nha Trang 5. Pattaya 6. Phuket |
| Flydubai                      | 1. Dubaj |
| IFly                          | Sezonowe czartery: 1. Hurghada |
| Ikar                          | Sezonowe czartery: 1. Phuket 2. Soczi |
| Iraero                        | 1. Andiżan 2. Baku 3. Irkuck 4. Kyzył 5. Taszkent |
| KrasAvia                      | 1. Kyzył |
| Myanmar Airways International | 1. Mandalaj 2. Rangun |
| NordStar                      | 1. Irkuck 2. Norylsk |
| Nordwind Airlines             | 1. Soczi |
| Pegasus Airlines              | 1. Antalya |
| Pobeda                        | 1. Moskwa-Szeremietiewo 2. Moskwa-Wnukowo 3. Sankt Petersburg Sezonowo: 1. Soczi |
| Qazaq Air                     | 1. Astana 2. Ust-Kamienogorsk |
| Red Wings                     | Sezonowe czartery: 1. Hurghada 2. Phuket 3. Szarm el-Szejk |
| Rossija                       | 1. Sankt Petersburg |
| S7 Airlines                   | 1. Abakan 2. Anadyr 3. Antalya 4. Astana 5. Barnauł 6. Pekin-Daxing 7. Biszkek 8. Błagowieszczeńsk 9. Brack 10. Czelabińsk 11. Czyta 12. Dubaj-Al Maktoum 13. Dubaj 14. Duszanbe 15. Fergana 16. Gornoałtajsk 17. Grozny 18. Igarka 19. Irkuck 20. Stambuł 21. Iżewsk 22. Królewiec 23. Kazań 24. Kemerowo 25. Chabarowsk 26. Chanty-Mansyjsk 27. Chodżent 28. Krasnojarsk 29. Kyzył 30. Magadan 31. Magnitogorsk 32. Machaczkała 33. Mineralne Wody 34. Mirny 35. Moskwa-Domodiedowo 36. Nadym 37. Nieriungri 38. Niżniekamsk 39. Niżniewartowsk 40. Niżny Nowogród 41. Norylsk 42. Nowokuźnieck 43. Nowy Urengoj 44. Nojabrsk 45. Omsk 46. Orenburg 47. Osz 48. Perm 49. Pietropawłowsk Kamczacki 50. Pewek 51. Polarny 52. Sankt Petersburg 53. Samara 54. Samarkanda 55. Saratów-Gagarin 56. Szanghaj-Pudong (od 1 maja 2024) 57. Soczi 58. Surgut 59. Talakan 60. Tomsk 61. Tiumeń 62. Ufa 63. Ułan-Ude 64. Uljanowsk 65. Urumczi 66. Władywostok 67. Wołgograd 68. Jakuck 69. Jekaterynburg 70. Erywań 71. Jużnosachalińsk |
| Shirak Avia                   | 1. Erywań |
| Smartavia                     | 1. Moskwa-Szeremietiewo 2. Sankt Petersburg |
| Somon Air                     | 1. Duszanbe 2. Chodżent |
| Southwind Airlines            | Sezonowe czartery: 1. Antalya |
| Ural Airlines                 | 1. Duszanbe 2. Harbin 3. Moskwa-Domodiedowo 4. Wientian |
| UTair Aviation                | 1. Irkuck 2. Krasnojarsk 3. Moskwa Wnukowo 4. Surgut |
| UVT Aero                      | 1. Tobolsk |
| Uzbekistan Airways            | 1. Fergana 2. Taszkent |
| Yakutia Airlines              | 1. Moskwa-Wnukowo 2. Neriungri 3. Soczi 4. Jakuck |
| Yamal Airlines                | 1. Nowy Urengoj 2. Salechard |

### Cargo
| Linia lotnicza | Kierunek               |
| -------------- | ---------------------- |
| Awiastar-TU    | 1. Hangzhou            |
| Russian Post   | 1. Harbin 2. Zhengzhou |